# Фитопланктон
Фитопланктон (от старогръцки φυτόν (phyton) – растение, и πλαγκτός (planktos) – блуждаещ) се нарича група микроводорасли, живеещи (суспендирани) във водните басейни (океани, морета, езера, реки и др.). Те принадлежат към различни таксономични отдели. Фитопланктонът е автотрофния (продуциращ) елемент от планктона. Срещат се известен процент от видове хранещи се миксотрофно и хетеротрофно, но „изключението не отменя правилото“.

## Определение
Планктонът е биоценоза обитаваща пелагиала (основната част от водния слой). (Пелагиала е един от трите основни биотопа в хидросферата, другите два са бентал и плеустал). Бентала е биотоп, намиращ се на границата вода – грунт (на дъното), а плеустала е биотоп разположен на границата вода – въздух (повърхност). В бентала живеят голям брой водни организми, като най-характерни са миди, корали, морски звезди, водни охлюви, големи прикрепени водорасли (макрофити). Плеусталът включва, както големи плаващи с въздушни камери организми (Nautilus spp., Sargasum и др.), така и микроскопични, живеещи над или под повърхностната ципа на водата (микроводорасли, бактерии, първаци и ларви на насекоми)).
Основни организми в планктона са малки до милиметър организми: бактерии, едноклетъчни и колониални водорасли, първаци, дребни ракообразни, ларви на бентосни организми, червеи и др. организми, които не могат да се противопоставят на водните теченията самостоятелно и достатъчно малки, за да се задържат по-дълго време (1-3 дена) във водния слой без да потънат.
Фитопланктонът има типове устройство на телата най-стар в еволюционно отношение. Tелата на фитопланктонните видове са съставени от единично живеещи микроскопични клетки, или свързани помежду си в колонии – чрез отделяне на слузести вещества, или чрез различни видове израстъци (в колониите за разлика от тъканите, клетките запазват самостоятелността си). Колониите са начин за увеличаване на плаваемостта и преживяемостта на организмите.
Фитопланктонните организми фотосинтезират и живеят основно в добре осветения горен повърхностен воден слой на водните басейни т. нар. епипелагиал (фотична зона (слоя от 0 м до около 200 – 500 м дълбочина в океански води, в сладководни басейни, много по-малко), за разлика от дисфотичната, неосветената зона). В крайбрежната акватория на Черно море фотичната зона е дебела средно 10-11 м. Тя е най-широка през зимата и есента, достига до 18 м, а най-тънка през пролетта и лятото, достига до 1,50 м. Фитопланктона е отговорен и за 50 % от фотосинтетичната активност на Земята, и за 80% от произведения кислород т.е. по-голяма част от въздуха, който вдишваме е произведен от миниатюрните микроводорасли. 
Фитопланктонните съобщества доминират в пелагичните екосистеми, които покриват 70% от повърхността на Земното кълбо. В открито море и в най-големите езера (по-големи от 500 кв. км) те са единствения фотоавтотрофен, първичен производител и служат като основен хранителен компонент . Фитопланктонът има важна роля в биогеохимичните процеси, глобалния цикъл на въглерода и трансформацията на енергията по хранителните вериги в моретата и океаните. Състоянието на морския фитопланктон оказва влияние върху комерсиалния риболов, човешкото здраве (токсични видове), усвояването на въглероден диоксид и начина, по който моретата и океаните реагират на климатичните колебания. Фитопланктона има и значение като ключов Биологичен елемент за качество (БЕК) при екологични оценки на качеството на водите (РДВ на ЕС, 2000).

## Биоразнообразие на фитопланктона
Общият брой на фитопланктонните видове в хидросферата надхвърля 5000 . Kрайбрежната зона на океаните и моретата (понякога наричана и неритична) е значително по-богата на видове от океаничната (разположена над дълбоката част на водните басейни). Основната разлика между двете зони е, че в неритичната достъпът на биогенни вещества от дъното е по-лесен, заради малката дълбочина, а в океаничната зона достъпът на биогенни вещества е затруднен, океаничната зона понякога се нарича и „морска пустиня“.
 Към днешно време науката е открила общо над 35 000 вида микроводорасли (според някой над 75 000), които освен в планктона могат да живеят и в други разнообразни по своята природа биотопи, общото между които е присъствието на вода (например бентос, епифити и др.).
Към фитопланктона принадлежат микроводорасли от отделите: Euglenophyta, Chrysophyta, Pyrrophyta, Cyanophyta, Bacillariophyta, Chlorophyta, Coccolithophoridae, Silicophlagellata. В състава на фитопланктона не участват представителите на големите систематични групи растения Charophyta, Phaeophyta и Rhodophyta.
Фитопланктонът в сладководни басейни (езера, реки и др.) и морски води (океани и морета) се различава по състав – процент на участие на различните таксономични отдели.

### Фитопланктон на моретата и океаните
Океанският и морският фитопланктон обикновено се обединяват под името „морски фитопланктон“. Той се състои предимно от кремъчни водорасли, и то главно от центричните кремъчни (Chaetoceros, Coretron, Coscinodiscus, Planktoniella, Stephanopyxis, Thalassiosira и др.). На второ място са подвижните пирофитови водорасли, популярни и под името динофлагелати (Ceratium, Gonyaulax, Peridinium, Protoperidinium и др.). С малко на брой видове са представени хаптофитовите (предимно коколитофориди), златистокафявите, силикофлагелатите и зелените празинови водорасли. Цианопрокариотите участват с малко на брой видове в морския фитопланктон, но някои от тях имат обилно развитие в тропически води или през топли периоди на годината. В Червено море масовото развитие на нишковидната цианофита – „Trichodesmium erythraeum“ предизвиква характерно почервеняване на водата (червени цъфтежи), чието постоянство във времето довежда на свой ред и до съвременното наименование на самото море (Червено море).
Една група, на коколитофоридите (клас Primnesiophyceae) е отговорна (частично) за освобождаването на значителни количества от диметилсулфид (DMS) в атмосферата. DMS се окислява до сулфат, който в области, където концентрациите на атмосферни аерозолни частици е ниска, може да допринесе за увеличаване на популацията от облачни кондензационни ядра, което води до увеличено покритие с облаци и облачно албедо според т.нар CLAW хипотеза. В олиготрофните региони на океана, като Саргасово море или Системата на Южно-тихоокеанските течения, фитопланктона е доминиран от малки по размери клетки, наречени picoplankton, който се състои най-вече от цианобактерии (Prochlorococcus, Synechococcus) и picoeucaryotes като Micromonas.
Кръговратът на органичното вещество е от основно значение в биологичната океанография и първичната продукция може да се разглежда, като отправна точка на цикъла. Въпреки че в крайбрежни води значителен принос в глобалното първично производство могат да имат и бентосните растения, доминиращата роля на планктоните водорасли, оправдава интереса към фитопланктонната продукция .

## Роля на фитопланктона в морските хранителни вериги
Хранителните вериги в моретата и океаните са изградени от повече на брой основни звена в сравнение със сухоземните екосистеми (четири, за разлика от сухоземните (три)). Фитопланктона е продуциращото звено, с него се хранят дребни животинки (протозои и низши раци), с тях на свой ред се хранят по едрите – дребни рибки, миди и медузи. Следват едрите риби. Накрая на хранителната верига са бозайниците – делфини и китове.
Разбира се тази примерна схема е представена по най-елементарен начин! Реалните хранителни вериги в природата са много по-сложни и преплетени! Съществуват и изключения от общото правило: една от най-забележителните хранителни вериги в океана (забележителна поради малкия брой връзки в нея) е тази на: фитопланктон – крил (ракообразно сходно с малките скариди) – беззъби китове, които са най-големите животни на земята. Колкото са по-малко на брой звената от хранителната верига, толкова повече енергия получават крайните консуматори.

### Еутрофикация
Еутрофикация по определение е повишено равнище на трофност („гр. храна“) – количеството на хранителни за микроводораслите вещества (наричани още и биогени) разтворени във водата. Тя бива два вида естествена и антропогенна. Последиците за природните води в резултат от процеса на антропогенна еутрофикация водят до загуба на биоразнообразие. Десетки видове организми са неспособни да се приспособят към новите, по-тежки за тях условия за живот.
Въпреки че разглеждани отделно фитопланктоните клетки са невидими за невъоръжено с микроскоп човешко око, при струпване на по-големи количества от тях – водните басейни, най-често в близост до брега, се оцветяват в най-разнообразни цветове – червено, кафяво, зелено, жълто, бяло и др. (това явление се нарича „цъфтеж“ на водата); оцветяването се получава поради присъствие в телата им на фотосинтетични пигменти (хлорофил, каротеноиди, фикобилини и др.).
Повишената концентрация на фитопланктон е причинена от наличие във водната среда на повишени количества от т.нар. биогенни вещества (гр. „носещи живот“) – азотни, фосфорни и силициеви съединения. Биогени се наричат тези химически вещества, чието количество се изчерпва при протичането на биологичните процеси във водна среда и чиито излишък или липса е ключов фактор влияещ върху нормалното развитие или свръхпродукцията на „водните растения“. Натрупването на тези вещества се причинява от
- естествените процеси във водната среда (повишаване на биогените през пролетта – поради зимното размесване на водите, повишаване през есента поради минерализацията на органичните вещества натрупани през пролетта и лятото)
- от човешката (антропогенна) дейност (зауствания на промишлени отпадни води, битови води, остатъците от торовете неусвоени от растенията и попадащи в реките а, чрез тях и в моретата) – антропогенно замърсяване, антропогенен натиск.

#### Антропогенна еутрофикация на Черно море
Антропогенната еутрофикация на Черно море влияе върху разнообразието от видове по няколко различна начина. Директния ефект върху фитопланктона включва стимулиране на растежа на динофлагелатите (клас Dinophyceae (синоними Pyrrophyta, Peridineae, Dinophlagellates)) за сметка на диатомеите (клас Bacillariophyceae (синоними Bacillariophyta, Diatomeae)), чийто брой намалява. През 50-те и 60-те перидинеите формират 18,8% от фитопланктонната биомаса . От 1970-те те формират до 55% . Обширни „цъфтежи“ на водата могат да доведат до развитието на монокултура с масово развитие до „цъфтежни“ концентрации на 2-3 вида микроводорасли, обикновено динофлагелати  – при нормално развитие на фитопланктона едновременно могат да се развиват и около 45 вида фитопланктонни микроводорасли.

## Снимки на фитопланктонни организми
- Phytoplankton in BlackSea[14]
- Scenedesmus acuminatus
- Gymnodinium splendens
- Micrasterias radiata
- Mixed_phytoplankton